# Одрадове (Одеський район)
Одрадо́ве (у минулому — Достапове, Достановича, Достанове, Секретарка, Достаничева, Кривопашевська) — село Дачненської сільської громади в Одеському районі Одеської області в Україні. Населення становить 290 осіб.
До 17 липня 2020 року було підпорядковане Роздільнянському району.

## Історія
В 1856 році на хуторі Одрадівка майора Драгутіна було 26 дворів.
У 1859 році у власницькому селищі Одрадівка (Секретарка, Достаничева, Кривопашевська) 1-го стану (станова квартира — містечко Василівка) Одеського повіту Херсонської губернії, було 14 дворів, у яких мешкало 37 чоловіків і 51 жінка.
В 1887 році в селищі Одрадівка (Достановича) Більчанської волості Одеського повіту Херсонської губернії мешкало 130 чоловіків та 125 жінок.
На 1896 рік в селищі Одрадівка (Достановича, Достанове) Більчанської волості Одеського повіту Херсонської губернії при балці Свина, було 42 двора, у яких мешкало 287 людей (149 чоловік і 138 жінок).
У 1909 році населений пункт увійшов до новоствореного Єгоро-Одрадовського сільськогосподарського товариства. Воно об'єднувало селища Єгорівку, Одрадівку, Фоминку та Христианівку (зараз частинка села Хоминка). Виконавчим органом була — Рада, головою якої був Тихановський Софрон Матвійович, а секретарем — Цвенис Антон Ілліч (вчитель). На 1912 рік кількість членів товариства складала 16 осіб. Вступний членський внесок сягав 2 рубля, а щорічний — 1.
На початку 1924 року Отрадівка була центром Отрадівської сільради району Енгельса Одеської округи Одеської губернії. Населення сільради налічувало 1162 осіб.
Під час Голодомору в Україні 1932—1933 років в селі загинуло 10 осіб:
- Бишляга Євгенія Гаврилівна
- Каржинська Катерина Петрівна
- Коваль Олена Дем'янівна
- Коваль Савелій Федорович
- Костецька Наталія Тихонівка
- Костецька Тетяна Тихонівна
- Павленко Марфа Антонівна
- Потапова Меланія Мефодіївна
- Чебатюк Софон Федорович
- Чербатюк Дарія Мойсеївна[9].

Станом на 1 вересня 1946 року село було центром Одрадівської сільської ради Біляївського району, до якої входили: с. Одрадове, х. Єлисаветівка, х. Клин (до 07.09.1946 Болгарка), х. Лиманівка, х. Паліївка, х. Петродолинівка, х. Хоминка, х. Христинівка.
На 1 травня 1967 року в Одрадовому знаходився господарський центр колгоспу імені Мічуріна.

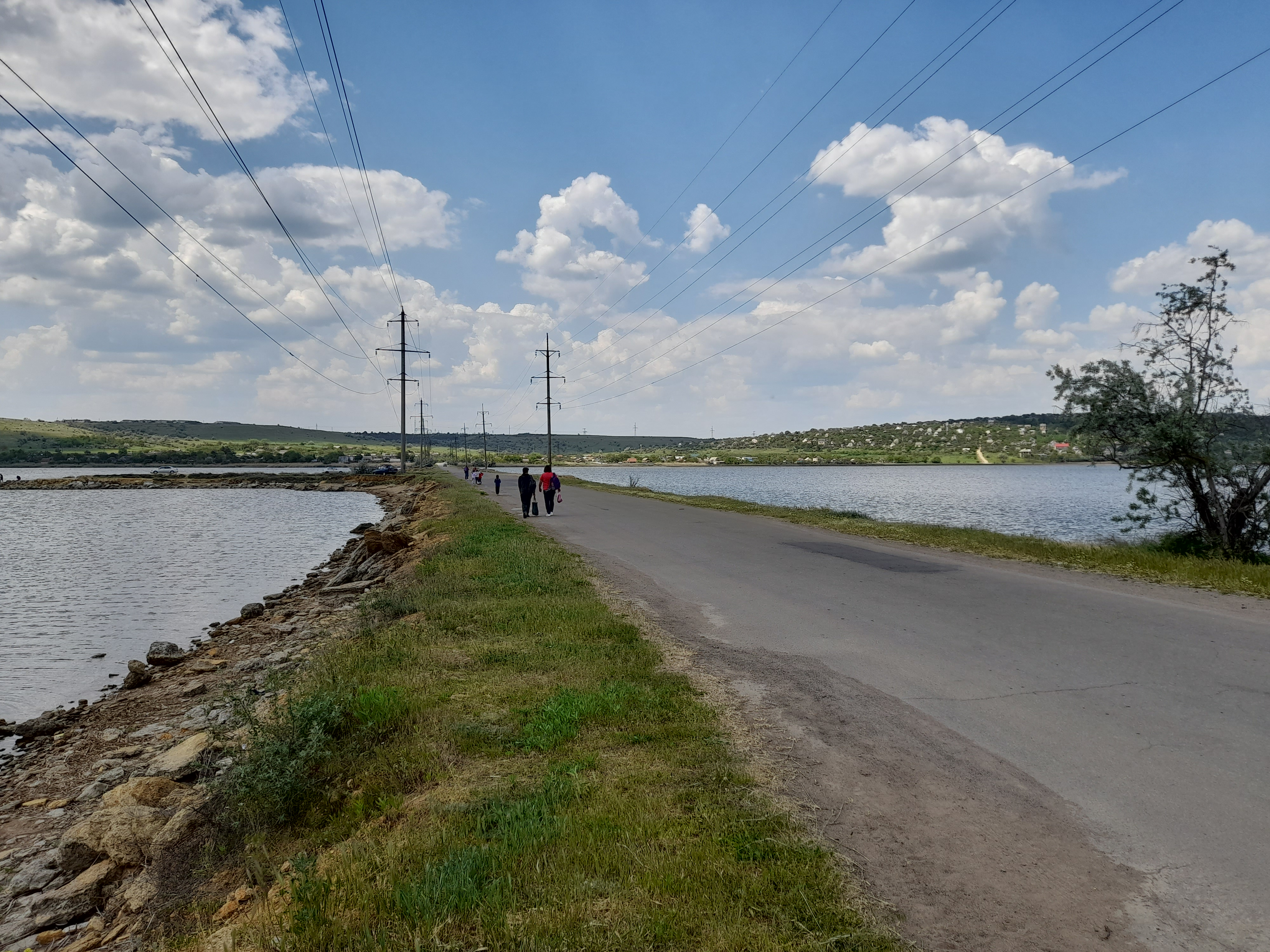
Дамба через Паліївську затоку Хаджибейського лиману між селами Болгарка і Одрадове (останнє видно на протилежному боці)

## Населення
Згідно з переписом УРСР 1989 року чисельність наявного населення села становила 255 осіб, з яких 110 чоловіків та 145 жінок.
За переписом населення України 2001 року в селі мешкало 311 осіб.

### Мова
Розподіл населення за рідною мовою за даними перепису 2001 року:
| Мова       | Відсоток |
| ---------- | -------- |
| українська | 83,12 %  |
| російська  | 16,56 %  |
| молдовська | 0,32 %   |